# Solarna fotonaponska energija
Ako električnu energiju dobivamo direktnom pretvorbom energije sunčeva zračenja, tada govorimo o sunčevoj fotonaponskoj (FN) energiji. U fizici je ovakva pretvorba energije poznata pod nazivom  fotonaponski efekt. Uređaji u kojima se odvija fotonaponska pretvorba energije, zovu se solarni članci (eng. photovoltaics - PV).
Sunčeva FN energija ubraja se u obnovljive izvore energije.

## Princip rada
Prema kvantnoj fizici svjetlost ima dvojni karakter; svjetlost je i čestica, i val. Čestice svjetlosti nazivaju se fotoni i to su čestice bez mase koje se gibaju brzinom svjetlosti. Energija fotona ovisi o njegovoj valnoj duljini, odnosno o frekvenciji. Energiju fotona možemo izračunati Einsteinovim relacijom koja glasi:
{\displaystyle E=h\nu \,}
gdje je:
{\displaystyle E} - Energija fotona
{\displaystyle h} - Planckova konstanta ({\displaystyle h=6.626\times 10^{-34}Js})
{\displaystyle \nu \,} - Frekvencija fotona
U metalima, i općenito u materiji, elektroni mogu postojati kao valentni ili slobodni. Valentni elektroni vezani su uz atom, dok se slobodni elektroni mogu slobodno gibati. Da bi od valentnog elektrona nastao slobodni, on mora dobiti energiju koja je veća ili jednaka energiji vezanja. Energija vezanja predstavlja energiju kojom je elektron vezan za atom u nekoj od atomskih veza. U slučaju fotoelektričnog efekta za oslobađanje od veze prema atomu elektron potrebnu energiju dobiva od sudara s fotonom. Dio energije fotona troši se da bi se elektron oslobodio od utjecaja atoma za koji je vezan, a preostali dio energije pretvara se u kinetičku energiju, sada već slobodnog elektrona. Slobodni elektroni dobiveni fotoelektričnim efektom nazivaju se još i fotoelektroni. Energija koja je potrebna da se valentni elektron oslobodi utjecaja atoma, naziva se rad izlaza {\displaystyle W_{i}} i ovisi o vrsti materijala u kojem se dogodio fotoelektrični efekt. Jednadžba koja opisuje ovaj proces glasi:
{\displaystyle h\nu \,=W_{i}+E_{kin}}
gdje je:
{\displaystyle h\nu \,} - Energija fotona
{\displaystyle W_{i}} - Rad izlaza
{\displaystyle E_{kin}} - Kinetička energija emitiranog elektrona
Iz gornje jednadžbe vidljivo je da se elektron neće moći osloboditi ako je energija fotona manja od rada izlaza.
Proces konverzije je zasnovan na fotoelektričnom efektu kojeg je otkrio Heinrich Rudolf Hertz 1887. g., a prvi ga objasnio Albert Einstein 1905. za što je 1921. g. dobio Nobelovu nagradu.
Da bismo fotoelektričnim efektom dobili električnu energiju, trebamo imati usmjereno gibanje fotoelektrona, odnosno struju. Sve nabijene čestice, a tako i fotoelektroni, gibaju se usmjereno pod utjecajem električnog polja. Električno polje koje je ugrađeno u sam materijal, nalazi se u poluvodičima i to u osiromašenom području PN spoja (diode). Kod poluvodiča, uz slobodne elektrone, postoje i šupljine kao nosioci naboja, koje su svojevrstan nusprodukt pri nastanku slobodnih elektrona. Šupljina nastaje svaki put kada od valentnog elektrona nastane slobodni elektron i taj proces naziva se generacija, dok se obrnuti proces, kada slobodni elektron popuni prazno mjesto - šupljinu, zove rekombinacija. Ako parovi elektron-šupljina nastanu daleko od osiromašenog područja, moguće je da se rekombiniraju, prije nego što ih razdvoji električno polje. Parovi koji nastanu uz osiromašeno područje ili u njega bivaju privučeni, i to šupljine prema P strani poluvodiča, a elektroni prema N strani poluvodiča. Zbog toga se fotoelektroni i šupljine u poluvodičima nagomilavaju na suprotnim krajevima i na taj način stvaraju elektromotornu silu. Ako na takav sustav spojimo trošilo, poteći će struja i dobit ćemo električnu energiju.
Na ovakav način sunčani članci proizvode napon oko 0.5-0.7 V uz gustoću struje od oko nekoliko desetaka mA/cm2 ovisno o snazi sunčevog zračenja, ali i o spektru zračenja.
Korisnost fotonaponske solarne članke definira se kao omjer električne snage koju daje FN solarni članak i snage sunčevog zračenja. Matematički se to može formulirati relacijom:
{\displaystyle \eta \,={\frac {P_{el}}{P_{sol}}}={\frac {U\cdot I}{E\cdot A}}}
gdje je:
Pel - Izlazna električna snaga
Psol - Snaga zračenja (najčešće Sunčevog)
U - Efektivna vrijednost izlaznog napona
I - Efektivna vrijednost izlazne struje
E - Specifična snaga zračenja (npr. u W/m2)
A - Površina
Korisnost FN solarnih članka kreće se od svega nekoliko postotaka do četrdesetak posto. Ostala energija koja se ne pretvori u električnu uglavnom se pretvara u toplinsku i na taj način grije članak. Općenito porast teperature solarnog članka utječe na smanjene korisnosti FN članka.

### Karakteristike pojedinih članaka
FN članci iz silicija se izvode u više morfoloških oblika: kao monokristalni, polikristalni i amorfni.
- Monokristalni Si članci: ovaj tip članka može pretvoriti 1000 W/m2 sunčevog zračenja u 140 W električne energije s površinom članka od 1 m2. Za proizvodnju monokristalnih Si članaka potreban je apsolutno čisti poluvodički materijal. Monokristalni štapići se izvade iz rastaljenog silicija i režu na tanke pločice. Takav način izrade omogućuje relativno visoki stupanj iskoristivosti.

- Polikristalni Si članci: ovaj tip članka može pretvoriti 1000 W/m2 sunčevog zračenja u 130 W električne energije s površinom članaka od 1 m2. Proizvodnja ovih članka je ekonomski efikasnija u odnosu na monokristalne. Tekući silicij se ulijeva u blokove koji se zatim režu u ploče. Tijekom skrućivanja materijala stvaraju se kristalne strukture različitih veličina na čijim granicama se pojavljuju greške, zbog čega solarni članka ima manju iskoristivost.

- Amorfni Si članci: ovaj tip članka može pretvoriti 1000 W/m2 sunčevog zračenja u 50 W električne energije s površinom članaka od 1 m2. Ako se tanki film silicija stavi na staklo ili neku drugu podlogu to se naziva amorfni ili tankoslojni članak. Debljina sloja iznosi manje od 1 µm, stoga su troškovi proizvodnje manji u skladu s niskom cijenom materijala. Međutim iskoristivost amorfnih članaka je puno niža u usporedbi s drugim tipovima članaka. Prvenstveno se koristi u opremi gdje je potrebna mala snaga (satovi, džepna računala) ili kao element fasade.

Osim od silicija, koji je najčešći u primjeni, fotonaponski članci izrađuju se i od nekig drugih materijala:
- Galij arsenidni (GaAs) članci: galij arsenid je poluvodič napravljen iz mješavine galija i arsena. Pogodan je za upotrebu u višeslojnim i visoko učinkovitim člancima. Širina zabranjene vrpce (band gap) je pogodna za jednoslojne solarne članke. Ima visoku apsorpciju pa je potrebna debljina od samo nekoliko mikrona da bi apsorbirao sunčeve zrake. Relativno je neosjetljiv na toplinu u usporedbi sa Si člancima te na zračenja. Zbog visoke cijene koristi se u svemirskim programima i u sustavima s koncentriranim zračenjem gdje se štedi na člancima. Projekti koncentriranog zračenja su još u fazi istraživanja. Galij indijum fosfidna/galij arsenid (GaInP)/GaAs dvoslojni članak ima iskoristivost od 30 % i koristi se u komercijalne svrhe za svemirske aplikacije. Ovaj tip članka može pretvoriti 1000 W/m2 sunčevog zračenja u 300 W električne energije s površinom članaka od 1 m2.

- Kadmij telurisjki (CdTe) članci: ovaj tip članka može pretvoriti 1000 W/m2 sunčevog zračenja u 160 W električne energije s površinom članaka od 1 m2 u laboratorijskim uvjetima. Kadmij teleurid je spoj elementa: metala kadmija i polumetala telurija. Pogodan za upotrebu u tankim PV modulima zbog fizikalnih svojstava i jeftinih tehnologija izrade. Usprkos navedenim prednostima zbog kadmijeve otrovnosti i sumnje na kancerogenost nije u širokoj upotrebi.

### Povezivanje članaka u veće cjeline
Povezivanje članaka može biti izvedeno na dva načina: 
1. Paralelno– paralelnim spajanjem dolazi do povećanja jačine struje s povećanjem površine, izvodi se tako da se svi (+) polovi spoje na isti vodič, analogno i za (-) vodiče.
2. Serijski – serijskim spajanjem dolazi do povećanja napona s povećanjem površine, izvodi se tako da se naizmjenično spajaju (+) i (-) polovi članaka u nizu.

### Planiranje i prilagodba sustava
Jedan kvadratni metar fotonaponskih solarnih panela može proizvesti do 150 W bez održavanja snage do trideset godina. Oni će čak raditi i na difuzno svjetlo kad su oblačni dani, ali manjom izlaznom snagom. Napon proizveden fotonaponskim panelom ostaje približno isti bez obzira na vrijeme, ali jačina (A) i snaga (W) će varirati. Najvažniju varijablu koju treba imati na umu pri planiranju fotonaponskih solarnih instalacija je izlazna snaga, koja će uglavnom ovisiti o četiri faktora:
1. maksimalna (vršna) snaga panela (prikazana kao peak-watt tj. Wp)
2. intenzitet svjetlosti
3. broj sati izloženosti suncu
4. kut izlaganja suncu

### Rad pri intenzivnom dnevnom svjetlu
Maksimalna snaga Pmax panela izražava se u Wp, znači koliki broj vati (W) će panel proizvoditi u idealnim uvjetima, tj. u podne na direktnu sunčevu svjetlost po hladnom vremenu. Maksimalni intenzitet sunčevog zračenja je 1,000 W/m2. Sljedeći faktori utječu na količinu sunčevog zračenja čime utječu na učinkovitost fotonaponskih panela: vremenski uvjeti (oblaci, magla i sl.), kako je sunce visoko na nebu, broj sunčanih dana i dr.
Prvi faktor - makismalna (vršna) snaga panela - npr. 50 W panel bi trebao proizvesti 50 W za svaki sat od sunca 1,000 W / m2. Paneli će proizvesti oko pola tog iznosa (25 vata svaki sat) kada su izloženi do 1/2 svjetla (500 W / m2). Difuzno svjetlo koje prolazi kroz tanke oblake moglo bi davati oko 300 W / m2. U vrlo lošim vremenskim uvjetima s debelim, tamnim oblacima, intenzitet svjetlosti mogao bi pasti na svega 100 W / m2 i proizvesti samo 5 W.
Drugi faktor - intenzitet svjetlosti - pozicija sunca iznad horizonta, a time i kut pod kojim sunčeve zrake dolaze na Zemlju, varira s godišnjim dobom. Kada je sunce vrlo visoko na nebu (ljeto), njegove zrake putuju kroz atmosferu brže na kraće udaljenosti, nego kad je nisko na nebu (zimi). Sunčeve zrake su raspršene sve više i tim više postaju difuzne prilikom prolaska kroz maglu ili zagađenja. Mjesto koje dobiva puno sunca u rujnu moglo bi biti zasjenjeno od studenog do siječnja zbog prepreka (drveće, dimnjaci, krovova i sl.).
Treći faktor - broj sati izloženosti suncu - stvara najveći problem za one koji ne žive u blizini ekvatora, odnosno razlika u broju sunčanih sati između godišnjih doba.
Četvrti faktor - kut izlaganja suncu - uvijek je najbolje da se paneli usmjere prema jugu s idealnim kutom nagiba ovisno o geografskom položaju i dobu godine. Sunčeve zrake trebaju padati okomito na panel. Idealna situacija u Europi je da imamo krov okrenut prema jugu s kutom između 40 i 60 stupnjeva, ili još bolje, ravni krov ili površinu na kojem možemo panele podesiti po volji.

### Ostali parametri
Od ostalih parametara koji još nisu spomenuti, s energetskog stanovišta, bitno je vrijeme povrata uložene energije. Kao i svaki uređaj, tako i FN solarni članci, da bi se proizvele, zahtijevaju određeni ulog energije. Vrijeme povrata uložene energije je vrijeme koje FN članak mora raditi da bi proizveo električnu energiju koja je bila potrebna za njegovu proizvodnju. To vrijeme iznosi od jedne do nekoliko godina, dok je rok trajanja od 10 do 30 godina, ovisno o tehnologiji.

## Razvoj fotonaponske tehnologije i tržišta
Pod razvojem fotonaponske tehnologije podrazumjeva se razvoj tržišta sunčeve FN energije i razvoj same tehnologije.

### Razvoj tržišta
Kada govorimo o tržištu FN energije mislimo na instalirane kapacitete solarnih članaka u nekoj regiji ili svijetu. Unazad desetak godina, tržište FN tehnologije raste praktički eksponencijalno. Države u kojima je proizvedeno najviše FN solarnih članaka su Japan, Njemačka, zatim SAD, te Taiwan i Kina.
U 2007. godini svjetska proizvodnja FN solarnih članaka iznosila je oko 3800 MW, dok je porast proizvodnje u odnosu na 2006. godinu iznosio 50%. Ovakav drastičan porast može se objasniti državnim poticajima za obnovljive izvore energije, sve većom brigom za okoliš unazad nekoliko godina (Kyoto protokol), te rastom cijena nafte.
Zbog komplicirane političke situacije u Europi i različite politike svake od država članica, ne postoji usuglašen pristup obnovljivim izvorima energije. Unatoč tome, Europska unija je postavila cilj da do 2010. godine 12% ukupne i 22% električne energije bude proizvedeno iz obnovljivih izvora energije. Postavljen je cilj da se ukupno ugradi 3000 MW fotonaponskih sustava do 2010. godine, što je povećanje od sto puta u odnosu na 1995. godinu. Pripadajuća godišnja proizvodnja električne energije je između 2,4 i 3,5 TWh, ovisno o lokaciji na kojoj je sustav ugrađen.
Unatoč postojanju dvije hrvatske tvornice sunčanih članaka, Solar cells d.o.o. iz Splita i Solaris d.o.o. iz Novigrada, ne postoji uspostavljen državni program poticanja pa se većina proizvedenih sunčanih članaka izvozi.

### Razvoj tehnologije
Prvi suvremeni fotonaponski sunčev članak napravljan je 1956. godine u Belovom laboratoriju. Prvi FN članci bili su razvijani za svemirske programe.
Razvoj FN tehnologije zadnjih se godina, potaknut jakim razvojem tržišta, intenzivno mijenja. Do danas je razvijeno mnogo materijala od kojih su najčešće u upotrebi silicij, zatim galij-arsenid, kadmij-sulfid, kadmij-telurid i mnogi drugi. Također postoji više tehnologija izrade FN članaka. Tako su razvijene tehnologije izrade FN članaka od kristalnih poluvodiča i u obliku tankog filma. Tipovi FN članaka od kristalnih poluvodiča su:
- Silicijevi Si monokristalni, polikristalni i amorfni
- Galij arsenidni GaAs
- Bakar-inidum-diselenidni CuInSe2
- Kadmij-telurijevi CdTe

Za sada na tržištu prevladavaju članci od kristalnog silicija, dok se predviđa da će u budućnosti sve veći udio pripasti tankom filmu. Tehnologija tankog filma omogućuje znatnu uštedu materijala, mnogo fleksibilniju ugradnju FN članaka, pošto ih je moguće saviti. Solarni članci napravljeni tehnologijom tankog filma imaju znatno kraće vrijeme povrata uložene energije dok im je korisnost nešto niža.
Silicij kao osnovni materijal apsolutno dominira s udjelom 98,3%, i to pretežito tehnologija kristaliničnog silicija s 93,7% udjela u ukupnoj proizvodnji. Sve do nedavno (2000. g.) prevladavala je tehnologija proizvodnje monokristaliničnog silicija dobivenog tzv. Czochralskijevim postupkom ili tehnologijom lebdeće zone (eng. float zone). Proizvodnja monokristaliničnog silicija je skuplja no učinkovitosti članaka su veće. Danas ta tehnologija sve više gubi korak u usporedbi s tehnologijom multikristaliničnog silicija (Mc-Si). Prednosti multikristaliničnog silicija su manja kapitalna ulaganja za proizvodnju vafera, veća iskoristivost silicija zbog korištenja četvrtastih vafera koji daju veću aktivnu površinu modula u usporedbi s okruglim ili kvazi-okruglim oblikom monokristaliničnog vafera. U Mc-Si tehnologiji lakše se proizvode članci većih površina veličina (150×150 i 200×200 mm), što pojednostavljuje njihovu ugradnju u module. Mc-Si tehnologije u ukupnoj proizvodnji sunčanih članaka u 2003. godini su sudjelovale s 57,2%.
Trakasti silicij ima prednost što je u njegovom procesu proizvodnje izbjegnuta potreba rezanje vafera, čime se gubilo i do 50% materijala u procesu pilanja. Međutim, kvaliteta i mogućnost proizvodnje nije takva da bi ova tehnologija preuzela vodstvo u bliskoj budućnosti. Najveći tehnološki nedostatak kristaliničnog silicija je svojstvo da je poluvodič s tzv. indirektnim zabranjenim pojasom zbog čega su potrebne relativno velike debljine aktivnog sloja kako bi se u najvećoj mjeri iskoristila energije Sunčeva zračenja. U tehnologiji tankog filma primjenjuju se poluvodiči s tzv. direktnim zabranjenim pojasom i njihove debljine mogu biti znatno manje, uz značajno manji utrošak materijala, što obećava nisku cijenu i mogućnost proizvodnje velikih količina članaka. Iako dugo najavljivane, tehnologije sunčanih članaka u tankom filmu s amorfnim silicijem, CIS, CdTe i druge, zbog cijene, niske učinkovitosti, stabilnosti modula ili okolišne prihvatljivosti još uvijek nisu pokazale svoju tržišnu sposobnost i trebat će značajna ulaganja da postanu konkurentne kristaliničnom siliciju. Udio tehnologija tankog filma (amorfni silicij, CdTe, CIS), unatoč značajnim naporima uloženim u istraživanja ostao je vrlo skroman, oko 6,3% tržišta u 2003. godini. Međutim, snažan rast proizvodnje sunčanih članaka s kristaličnim silicijem može prouzročiti porast cijene i nestašicu sirovog silicija pa je moguć i veći proboj ovih tehnologija u budućnosti.
Električno polje osiromašenog područja, osim što služi da razdvoji i usmjeri gibanje slobodnih naboja u PN spoju, stvara dodatnu energetsku barijeru slobodnim nosiocima naboja. Slobodni nosioci (elektroni i šupljine) nastali iz sudara valentnog elektrona i fotona trebaju imati dovoljno energije da bi savladali i energetsku barijeru. S tog stanovišta, energetska barijera bi trebala biti što manja, ali kada je ne bi bilo, ne bi bilo niti električnog polja, niti funkcije koju ono obavlja. Prema ovakvom rezoniranju izračunata je teorijska maksimalna korisnost za određane energetske barijere. Iznos (širina) energetske barijere ima različite iznose za PN spojeve izrađene od različitih materijala. Širini energetske barijere električnog polja u PN spoju u FN članku posvećuje se puno pozornosti u tehnologiji izrade FN članaka. Optimalno je da iznosi oko 1,4 eV.
Pri fotoelektričnom efektu samo dio fotona može izazvati fotoelektrični efekt. Za pojedine materijale postoje različite granice energija fotona koje mogu izazvati fotoelektrični efekt. Na primjer, silicijski FN članak ima maksimum spektralne osjetljivosti za valnu duljinu od 800nm, tj. najbolje apsorbira svjetlost te valne duljine. Pri upotrebi samo jednog materijala za izradu FN solarnog članka veliki dio energetskog spektra fotona ostaje neiskorišten. Zbog toga se istražuju FN solarni članci izrađeni od više PN spojeva, odnosno od više poluvodičkih materijala. Svaki materijal koristi dio spektra sunčevog zračenja. Ovakvi solarni članci nazivaju se višeslojni fotonaponski solarni članci (eng. multijunction photovoltaic cells). Na ovaj način moguće je postići veće korisnosti, čak veće od teorijskih korisnosti pri upotrebi samo jednog materijala. Do sada su postignute korisnost FN solarnih članaka do oko četrdeset posto. 
Pošto su ovakvi novi materijali vrlo skupi, sunčeva svjetlost se optičkim sustavom zrcala ili leća koncentrira na male površine skupih fotonaponskih članaka. Ovakva izvedba ekonomski je opravdana ako su fotonaponski članci skuplji od optičkog sustava za koncentriranje. Uz ovakvu izvedbu potrebna je manja površina fotonaponskih solarnih članaka. Na taj način grade se moduli kao na slici koja je prikazana lijevo od teksta.

## Primjena
Primjena FN solarnih članaka danas je dosta raširena i postaje sve raširenija. U Hrvatskoj FN članke najčešće možemo vidjeti kao izvore napajanja parkirališnih automata, ili na kalkulatoru kao pomoćni izvor napajanja. Koriste se na kao izvori napajanja na umjetnim satelitima i svemirskim stanicama. Koriste se i u dekorativne svrhe kao npr. u Zadru (instalaciji Pozdrav Suncu). Također se koriste za proizvodnju električne energije u solarnim elektranama. 
Zapravo, jedna od najčešćih primjena FN sunčanih članaka je napajanje električnom energijom uređaja, industrijskih objekata, kućanstava na mjestima gdje nema električne energije, na lokacijama koji su udaljene od elektroenergetskog sustava ili je jeftinije ugraditi fotonaponski sustav nego napraviti instalacije za napajanje iz elektroenergetskog sustava. Fotonaponski sustav čine fotonaponski članci spojens s baterijama i potrošačem.
Postoje pokušaji da se FN članci koriste u transportu. U Australiji se primjerice svake godine održava utrka solarnih električnih automobila (eng. Australia World solar challange). Dionica utrke se proteže preko cijelog Australskog kontinenta.

## Ekonomija
Za sada, proizvodnja električne energije iz fotonaponskih solarnih članaka nije ekonomična u usporedbi s drugim izvorima, ako se u obzir ne uzmu poticaji. Jedan kilovat instalirane snage za FN članke iznosi preko nekoliko tisuća USD (4500-13500 USD), dok je za elektranu na plin ta cijena oko 400 USD.
U mnogim državama, a tako i u Hrvatskoj, postoje poticaji i privilegije za obnovljive izvore energije. Fotonaponski solarni članci u Hrvatskoj ubrajaju se u povlaštene izvore električne energije. Energija proizvedena iz povlaštenog izvora uvijek se otkupljuje, i to po cijeni znatno višoj nego što je prosječna cijena električne energije u Hrvatskoj. Na ovaj način FN članci su isplativi uz vrlo mali ili gotovo nikakav profit. Slabu ekonomičnost moguće je opravdati činjenicom da nije potrebno nikakvo gorivo za proizvodnju električne energije iz FN članaka, te relativno dobrim utjecajima na okoliš.
Ekonomičnost FN solarnih članaka jako zavisi od mjesta gdje je postrojenje instalirano. Za mjesto na kojem je instalirano FN postrojenje bitno je da ima mnogo dozračene sučeve energije kroz godinu. Najbolje su pozicije oko ekvatora, dok su pozicije koje su udaljenije od ekvatora uglavnom sve lošije. Da bi se poboljšala ekonomičnost FN postrojenja, FN moduli se naginju i orijentiraju prema Suncu.

## Utjecaj na okoliš
Sam rad FN solarnih članaka praktički ne opterećuje okoliš. Pri radu FN članaka ne proizvode se staklenički plinovi. Da se električna energija nije proizvela u fotonaponskim člancima, morala bi se proizvesti iz nekog od konvencionalnih izvora električne energije (npr. u termoelektrani) koja pritom proizvodi stakleničke plinove. Zbog toga FN solarni članci imaju pozitivan utjecaj na okoliš, a njihovom upotrebom smanjuju se emisije stakleničkih plinova.
Ono što u fotonaponskoj tehnologiji opterećuje okoliš jest proizvodnja FN članaka, te uporaba toksičnih materijala poput kadmija. Proces dobivanja silicija, kao najčešćeg materijala od kojega se izrađuju fotonaponski članci, energetski je vrlo zahtjevan. O tome najbolje govori činjenica da vrijeme povrata uložene energije za proizvodnju FN članaka od kristalnog silicija iznosi oko 3 godine. To se može ublažiti upotrebom drugačijih tehnologija, poput tehnologije tankog filma.
Loša strana, što se tiče utjecaja na okoliš, je to što je potrebno zauzeti vrlo veliku površinu za instalaciju kapaciteta kako bi se osigurala dovoljna količina električne energije. Primjerice da bi se iz fotonaponskih članaka proizvelo tijekom jedne godine jednako energije koliko je iznosila godišnja potrošnja elektične energije 2006. godine u Hrvatskoj, potrebno bi bilo zauzeti parcelu od oko 70 km2. Radi ilustracije, to je jednako površini koju zajedno pokrivaju akumulacije hidrocentrala Buško blato (55 km2) i Perućko jezero (15 km2). Za izradu tako velikih kapaciteta bilo bi potrebno vrlo mnogo materijala. Pošto su neki od materijala za izradu FN članaka toksični, to bi predstavljalo rizik za okoliš. Osim toga površina ispod FN članaka ne može se obrađivati, tako da je bolje da se FN postrojenja grade na neobradivim područjima kao što su pustinje i sl. Ovi negativni utjecaji na okoliš nikako se ne bi trebali podcjenjivati i zanemarivati.
Prednosti FN tehnologije su da je to relativno čista tehnologija. Tijekom rada ne opterećuje, u prevelikoj mjeri, okoliš i ne proizvodi stakleničke plinove.

## Vanjske poveznice
- Energetski institut Hrvoje Požar - Obnovljivi izvori energije  Arhivirana inačica izvorne stranice od 24. travnja 2010. (Wayback Machine)
- Portal Moja Energija - Škola energetike  Arhivirana inačica izvorne stranice od 14. listopada 2008. (Wayback Machine)
- Osnove energetike  Arhivirana inačica izvorne stranice od 19. veljače 2011. (Wayback Machine)
- Besplatna Energija - Koliko će fotonaponski panel proizvesti struje?  Arhivirana inačica izvorne stranice od 4. ožujka 2016. (Wayback Machine)
- Hrvatska stručna udruga za sunčevu energiju
- Solarna Energija